# Georgi Slatew-Tscherkin
Georgi Dimitrow Slatew-Tscherkin (bulgarisch Георги Димитров Златев-Черкин; * 23. Apriljul. / 6. Mai 1905greg. in Russe, Bulgarien; † 29. März 1977 in Sofia, Bulgarien) war ein bulgarischer Komponist und Gesangspädagoge.
Slatew-Tscherkin studierte zwei Jahre an der Staatlichen Musikakademie in Sofia in den Fächern Klavier und Theorie. Dann wechselte er nach Wien zur Akademie für Musik und darstellende Kunst, wo er 1929 seinen Abschluss machte. Zusätzlich nahm er privaten Unterricht bei Joseph Marx und Theo Lierhammer.
Von 1926 bis 1936 unterrichtete Slatew-Tscherkin Gesang an der Staatlichen Musikakademie in Sofia. Von 1936 bis 1938 war er Assistent von Theo Lierhammer in Wien. Von 1940 bis 1944 hatte er einen Lehrauftrag in Sofia an der Staatlichen Musikakademie. Von 1944 bis 1948 war er Professor dieser Hochschule, von 1948 bis 1954 deren Rektor und von 1955 bis 1958 Gesangspädagoge in Peking und Shanghai.
Georgi Slatew-Tscherkin komponierte zwei Operetten, mehrere Kantaten sowie Lieder, Chorwerke und die bulgarische Nationalhymne Bulgarijo mila, die von 1950 bis 1964 in Gebrauch war. Zu seinen Schülerinnen gehörte die Sopranistin Anna Tomowa-Sintow.